# 遠安県
遠安県（えんあん-けん）は中華人民共和国湖北省宜昌市に位置する県。

## 行政区画
- 鎮:鳴鳳鎮、花林寺鎮、旧県鎮、洋坪鎮、茅坪場鎮、嫘祖鎮
- 郷:河口郷